# منارولا
مِنارولا (به ایتالیایی: Menarola) یک شهرستان (کومونه) در ایتالیا است که در استان سوندریو در ناحیهٔ لمباردی واقع شده‌است.

## ویژگی‌ها
منارولا ۱۴٫۸ کیلومترمربع مساحت و ۴۰ نفر جمعیت دارد و ۷۲۰ متر بالاتر از سطح دریا واقع شده‌است.